# Соборовский, Леонид Захарович
Леонид Захарович Соборовский (1900—1991) — советский химик, лауреат Ленинской премии.

## Биография
Окончил химический факультет МВТУ в 1929 г. по специальности «химическая технология красящих веществ».
Профессор (1941).
С 1942 научный сотрудник Государственного НИИ органической химии и технологии.
Открыл (1949—1950, совместно с другими) реакцию окислительного хлорфосфонирования: (Соборовский Л. З., Зиновьев Ю. М., Энглин М. А. Образование фосфор — углеродной связи в сопряженной реакции углеводородов, треххлористого фосфора и кислорода. // ДАН СССР.- 1949.- Т. 67.- № 2.- С. 293—295.).
Ленинская премия 1960 г. — за организацию разработки и освоения промышленного производства фосфорорганического ОВ зарина.
В 1963 году разработал VR (Ви-Ар) — боевое отравляющее вещество нервно-паралитического действия.
Похоронен на Введенском кладбище (28 уч.).